# Pottiaceae
A família Pottiaceae é um dos maiores grupos de musgos conhecidos, com cerca 1.400 espécies já descritas. Na América Tropical, há a ocorrência de 55 gêneros com 361 espécies distribuídas. São geralmente encontrados em forma de tufos na natureza. Além disso, os indivíduos possuem uma morfologia altamente adaptada, com folíolos compactos e com mecanismos que facilitam a retenção de água. Essa resiliência ajudou o grupo a conquistar uma gama de ambientes, dos mais férteis até ao mais inóspitos, como em regiões áridas, em que outros musgos não poderiam suportar o clima seco e quente e com pouca disponibilidade de água do local.
São encontrados muito comumente sobre superfícies de rochas e em solos pobres em nutrientes, o que mostra que Pottiaceae também ajuda na sucessão ecológica dos locais em que habita. Sendo um organismo pioneiro, eles ajudam na criação de um ambiente favorável para que posteriormente possa ser colonizado por outras plantas e outros tipos de organismos.
Os estudos sistemáticos e taxonômicos do grupo ampliam o conhecimento e o entendimento das adaptações morfológicas e fisiológicas e dos mecanismos evolutivos que fez com que as Pottiaceae sejam um táxon tão abrangente ambientalmente.

## Morfologia
A família Pottiaceae possui uma ampla variação morfológica, por ter centenas de espécies, contudo, como musgos, compartilham as características básicas desse grupo de plantas. Portanto, de acordo com Zander, esses organismos caracterizam-se por um gametófito com formato folhoso, simetria radial e geralmente ereto. Apresentam rizoides multicelulares e possuem múltiplos cloroplastos em cada célula. Durante seu ciclo de vida, desenvolvem um protonema, estrutura originada pela germinação do esporo, que costuma ser ramificada e essencial para a formação do gametófito. Seus órgãos reprodutivos, os anterídios (masculinos) e arquegônios (femininos), localizados na superfície do organismo. O esporófito é composto por três partes principais: pé (que conecta o esporófito ao gametófito), seta (uma haste que sustenta a cápsula) e a cápsula, que é visível sem auxílio de instrumentos. A cápsula é envolvida por um tecido formado por várias camadas de células e pode apresentar estômatos primitivos. Sua abertura ocorre por meio de uma deiscência transversal, com a remoção do opérculo, os esporos são dispersos com a ajuda de movimentos higroscópicos do peristômio. A maturação dos esporos ocorre de maneira simultânea.

Dentro dos musgos, contudo, as Pottiaceae estão dentro da ordem Pottiales. Definidas por Fleischer, em 1920, de maneira geral foram são caracterizadas como plantas de pequeno porte, que formam turfas, ficam eretas. Suas folhas são radialmente dispostas no caule, possuindo sempre uma costa, normalmente não muito alongada ou setácea, com uma camada de células. células laminares superiores são parenquimatosas. Seus esporófitos são, em sua maioria acrocárpicos, sendo raramente cladocárpicoss. A cápsula costuma ser ereta e lisa, comumente cistocarpo. O peristômio, quando presente, é único, com 16 dentes, sendo a camada dorsal mais espessa e geralmente papilosa. Segundo Zander (1993), o gênero Pottiaceae possui determinados caracteres taxonômicos que tornam sua identificação possível. A exemplo de seus caules, os caules de Pottiaceae, quando bem desenvolvidos, formam quatro camadas distintas de células, sendo que as a células da fita central apresentam paredes muito finas que, por vezes, acabam colapsando parcialmente. O cilindro central do parênquima também apresenta diferenciação, ele normalmente é formado por células de tamanho médio (mas podem apresentar enormes tamanhos em alguns casos) cujas células parenquimatosas possuem paredes finas, e eventualmente, anatomicamente distintivas. Já a hialoderme é constituída por células epidérmicas ampliadas, geralmente com paredes finas, que frequentemente colapsam nas partes maduras do caule. O córtex do caule em Pottiaceae frequentemente possui células com lúmen reduzido em relação àquelas do cilindro central.
Outro exemplo de caráter de diferenciação da Pottiaceae seriam suas folhas. As folhas têm formatos tipicamente lanceolados ou espatulados. As células basais variam entre a maior parte dos gêneros, e folhas com mais revestimento são menos comuns, características de determinados grupos.
A espessura da parede das células laminares superiores pode ser um caráter importante para a sobrevivência, uma vez que paredes mais espessas atrapalham a predação, por alguns tipos de ácaros, por exemplo. Células laminais dispostas em fileiras são características das Pottiaceae, e podem ser utilizadas para distinguir gêneros.
Os hialocistos são típicos da família Calymperaceae, mas também aparecem, embora raramente, em algumas espécies de Pottiaceae. Na maioria das espécies de Pottiaceae, as células basais das folhas se misturam gradualmente em tamanho e papilosidade com as células superiores. Essas células basais são geralmente largas, lisas e alongadas, e são cercadas por células estreitas e retangulares, que ajudam a evitar que a folha quebre. Às vezes, uma área de células retangulares espessadas pode ser vista logo abaixo das células basais.
Os perigônias nas Pottiaceae geralmente têm a forma de brotos, mas podem ser ocasionalmente achatadas. Algumas espécies possuem perigônias inchadas e quase esféricas, com brácteas bem comprimidas, enquanto outras são pequenas e frouxamente foliadas, tornando-as difíceis de ver a olho nu. Os perigônias podem aparecer no topo ou lateralmente das plantas com perigônias em toda a planta, ou lateralmente nas axilas das folhas em plantas monóicas com esporófitos, podendo ser achatadas nestes casos.
O opérculo das Pottiaceae costuma ser rostrado, pode ser levemente curvo ou inclinado. Já a caliptra dessas plantas é normalmente cuculada, mas pode ser, em alguns casos, mitrada ou cônico-mitrada em certas espécies.
Todos esses são alguns dos caracteres morfológicos descritos por Zander (1993), que servem tanto para a identificação de espécies dentro da própria família quanto em relação a outras. Embora haja ainda outros caracteres que podem ser levados em consideração, tais como o tipo de propagação e propágulos, folhas perichaetiais ou a perigonia, todos caracteres presentes na família.
A Timmiella barbuloides (imagem 2) é um espécime pequeno, possui folhas lanceoladas de 5 a 6 mm de comprimento, que se curvam quando secas. Suas folhas têm margens com dentes irregulares próximos à ponta e um nervo largo. A planta apresenta rizomas vermelho-escuros ou marrons. As células da ponta e do meio da folha são quadradas ou redondas, enquanto as basais são retangulares e quase sem cloroplastos. Ela produz uma cerda terminal de 18 mm, amarelada com base avermelhada, e uma cápsula cilíndrica verde-oliva de 3 a 5 mm. Após a queda da caliptra, surgem dentes vermelhos do peristoma levemente torcidos. Os esporos são esféricos, verde-amarelados e medem 12,4 micrômetros de diâmetro.
A Tortula muralis (imagem 3) cresce em tufos, almofadas ou em pequenos agrupamentos com menos de 1 cm de altura. Suas folhas são em forma de língua (2–3,5 mm de comprimento), se enrolando quando secas e se abrindo quando úmidas. Seu nervo longo e prateado se projeta da ponta arredondada da folha, dando ao musgo uma aparência acinzentada quando está seco. A variedade menos comum, T. muralis var. aestiva, possui um nervo curto e verde. Cápsulas cilíndricas estreitas surgem da primavera ao outono, sustentadas por uma seta roxa de 1–2 cm, com um peristoma espiralado.
A família Pottiaceae é uma numerosa família de musgos, contendo cerca de 1.400 espécies, aproximadamente 10% de todos os musgos conhecidos, que totalizam aproximadamente 12.500 espécies. Tais espécies se distribuem entre 77 gêneros, assim, as Pottiaceae constituem uma família de musgos com a maior quantidade de gêneros.

## Relações Filogenéticas[5][6]
As Pottiaceae são embriófitas, ou seja, fazem parte do grupo das plantas terrestres. Entre as embriófitas, estão dentro das briófitas, um dos grupos mais basais do clado, e são grupo irmão de todas as outras plantas terrestres. As briófitas, popularmente conhecidas como “musgos”, compõem um grupo de plantas de morfologia relativamente simples, que desempenham importantes funções no ambiente, especialmente como plantas pioneiras que contribuem para a formação do solo e o preparam para a colonização de outras espécies⁷. A família pottiaceae configura a maior família de musgos existente, com mais de 1400 espécies, divididas entre mais de 77 gêneros, elas representam cerca de 10% de todas as famílias de musgos.
Pertencendo à classe Bryopsida, a família pottiaceae está, de acordo com Zander (1993), agrupada dentro da subclasse Dicranidae, e dentro da ordem Potialles. O cladograma abaixo indica a filogenia das briófitas e mostra posição e relação da ordem Potialles às outras ordens das briófitas, é possível visualizar ainda que seu clado irmão é a ordem Ditrichales.
A história dos musgos começou há milhares de anos, embora ainda seja debatida, há registros concretos de sua presença já no período ordoviciano (cerca de 400 milhões de anos atrás). A família Pottiaceae, por sua vez, já tem representantes fósseis há pelo menos desde o início do Cretáceo (aproximadamente 145 milhões de anos atrás), é o caso do gênero Didymodon, que se diversificou muito desde o Cretáceo até o Eoceno, isso sugere que a família Pottiaceae também pode ter se diversificado nesse período.
Por se tratar de uma família muito extensa, há trabalhos recentes que questionam a classificação dos gêneros dentro das famílias, sugererindo, por exemplo, que a classificação baseada em carácteres morfologicos não concorda com análises mais recentes de DNA. Outros trabalhos propõe não apenas rearranjos de gênero, mas também a retirada de certos gêneros da família. Assim, conclui-se que são necessários mais estudos com o objetivo de organizar a filogenia da Pottiaceae.

## Espécies brasileiras, dominância e ocorrência[13]
Em 2016, a pesquisadora Denise Pinheiro da Costa publicou um artigo na revista Phytotaxa sobre as espécies de Pottiaceae que suas decorrências no solo brasileiro³. Logo abaixo está presente uma breve lista dessas espécies:
Timmiella barbuloides: Ocorre na Mata Atlântica, no solo e em rochas. Presentes nos estados: MG, RJ, SP
Eucladium verticillatum: Ocorre na Mata Atlântica e no Cerrado, em rochas calcárias nas entradas de carvernas. São presentes nos estados: MG, SP.
Pleurochaete luteola: Ocorre na Mata Atlântica, em rochas, no solo e em troncos de árvores. Presentes nos estados: MG, RJ.
Pseudosymblepharis bombayensis: Ocorre na Mata Atlântica. São presentes nos estados: MG, RJ, SP.
Streptocalypta lorentziana: Ocorre na Mata Atlântica, em troncos de árvores. Presentes nos estados: MG, PR, RJ, RS, SC, SP.
Tortella humilis: Ocorre na Mata Atlântica, Pantanal e em áreas urbanas, sendo encontrados no solo, rochas, troncos de árvores e em muros. Presentes nos estados: MG, PR, RJ, RS, SC, SP.
Tortella tortuosa: Ocorre na Mata Atlântica, em rochas, no solo e em árvores podres. Presentes nos estados: MG, RJ.
Trachycarpidium lonchophyllum: Ocorre no Cerrado, no solo. Presentes nos estados: MG, RJ.
Trichostomum brachydontium: Ocorre na Mata Atlântica, Caatinga e na floresta amazônica, em montanhas, rochas e no solo. Presentes nos estados: BA, GO, MG, PR, RJ, RS, SC, SP.
Trichostomum tenuirostre: Ocorre na Mata Atlântica, Cerrado e floresta amazônica, no solo, em troncos de árvores e em galhos. Presentes nos estados: MG, RJ.
Weissia bahiensis: Ocorre na Mata Atlântica e no Cerrado. Presente nos estados: MG, PR, RJ, RS, SC, SP.
Weissia controversa: Ocorre na Mata Atlântica e Cerrado. Presente nos estados: AM, BA, DF, GO, MG, MT, RJ, RS, SC, SP.
Andina pruinosa: Ocorre na Mata Atlântica, no solo. Presente no estado do Paraná.
Anoectangium aestivum: Ocorre na floresta amazônica, Cerrado e Mata Atlântica, no solo e em rochas. Presente nos estados: GO, MA, MG, RJ, SC, SP.
Barbula afrofontana: Ocorre na Mata Atlântica e Cerrado, em rochas ao arredores de corpos d’água. Presente nos estados: MG, SP.
Barbula arcuata: Ocorre na floresta amazônica, Cerrado e Mata Atlântica, em solos e rochas ao arredores de corpos d’água. Presente nos estados: AM, GO, MG, RJ, SP.
Barbula indica: Ocorre na floresta amazônica, Cerrado, Pantanal e Mata Atlântica. Presente nos estados: AC, AM, BA, DF, ES, GO, MG, MS, MT, PA, PE, RJ, RS, SE, SP.
Barbula riograndensis: Ocorre na Mata Atlântica, no solo e rochas ao arredores de corpos d’água. Presente nos estados: PR, RS.
Barbula unguiculata: Ocorre na Mata Atlântica, em rochas. Presente nos estados: RS, SP.
Didymodon australasiae: Ocorre no Cerrado, Mata Atlântica e em áreas urbanas. Presente nos estados: GO, PR, RS, SP.
Didymodon rigidulus: Ocorre na Mata Atlântica e em áreas urbanas. Presente nos estados: MG, RS.
Dolotortula mniifolia: Ocorre na Mata Atlântica e em áreas urbanas. Presentes nos estados: BA, CE, ES, RJ, SP.
Erythrophyllopsis andina: Ocorre na Mata Atlântica. Presentes nos estados: PR, RS.
Gymnostomum aeruginosum: Ocorre no Cerrado. Presente nos estados: GO, MG, SP, TO.
Gymnostomiella vernicosa: Ocorre no Cerrado e em áreas urbanas. Presentes nos estados: MG, RJ, SC.
Hymenostylium recurvirostrum: Ocorre no Cerrado e em áreas urbanas. Presentes nos estados: MG, PR, RJ, RS, SC, SP.
Hyophila involuta: Ocorre na Mata Atlântica, floresta amazônica. Presente nos estados: AM, BA, MG, MT, PA, RJ, RS, SC, SP.
Microbryum davallianum: Ocorre na Mata Atlântica. Presente no estado de Minas Gerais.
Molendoa sendtneriana: Ocorre na Mata Atlântica e Cerrado. Presente nos estados: MG, PR, RJ, RS, SC, SP.
Pseudocrossidium replicatum: Ocorre na Mata Atlântica. Presentes nos estados: MG, RJ
Acaulon uleanum: Ocorre em Campos Sulinos e na Mata Atlântica. Presente nos estados: PR, RS, SC.
Aloina rigida: Ocorre na área urbana. Presente no estado de São Paulo
Chenia leptophylla: Ocorre no Cerrado e na Mata Atlântica. Presente nos estados: ES, MA, MG, PR, RJ, RS, SP.
Hennediella denticulata: Ocorre na floresta amazônica. Presente no estado do Amazonas.
Luisierella barbula: Ocorre no Cerrado e no Pantanal. Presente nos estados: MG, RJ, SC.
Streptopogon cavifolius: Ocorre na Mata Atlântica. Presente nos estados: MG, RJ, SC.
Syntrichia amphidiacea: Ocorre na Mata Atlântica. Presente nos estados: MG, RJ, RS, SC, SP.
Tortula muralis: Ocorre na Mata Atlântica. Presente nos estados: MG, RJ.